# أوريور
أوريور (بالتاملية: உறையூர்) هي مدينة تاريخية كانت عاصمة الإمبراطورية التشولائية التي حكمت تامل نادو، وموقعها حالياً بالقرب من مدينة تيروتشيرابالي.